# 王禹聲
王禹聲（？—？），原名王倬，字遵考，號聞溪，又自號洞庭山樵，南直隸蘇州府長洲縣民籍，吳縣東洞庭山人，明朝政治人物。

## 生平
戊午（官年）正月初八日生。萬曆十六年（1588年）戊子科應天鄉試第六十名舉人，十七年（1589年）己丑科二甲第五十二名進士。礼部觀政，九月养病，十九年八月授刑部主事，二十年引疾告病歸。二十三年起補工部主事，二十四年榷杭州北新關稅，二十六年升員外郎、郎中，二十七年出為肇庆知府，本年調承天府知府。二十八年（1600年）税监陳奉贪横肆虐，奸民薛长儿、李二生皆承天人，为陈奉爪牙，楚人所在思乱。一日陈奉至承天，李二生等尝以罪为钟祥令案治，至是图雪其私，诬以阻挠，下檄捕令，士民相聚揭竿。王禹声单车谕止，闻者解去。而守陵宦官杜茂倡言民变，擅调两卫官军，将大肆屠戮。王禹声揭榜通衢，牒报上官，直列二宦官激变状，宦官恨甚，上书告变，王禹声坐削籍归。王禹聲著有《郢事紀略》一卷，為萬曆年間礦稅之弊重要史料。
昭雪後，擢湖廣按察司副使，未赴任，萬曆三十餘年間（1602年-1611年）卒於家，享年五十九歲，贈光祿寺卿。

## 家族
曾祖王鏊，光禄大夫柱國少傅武英殿大學士贈太傅謚文恪；祖父王延喆，前大理寺右寺副、奉政大夫尚寶司卿；父王有壬（1518-1583），號文峰，太常寺少卿掌尚寶司事，封奉政大夫。母為陸粲女。兄王儼（字若思，號震匯，1536-1577），吳縣庠生，入北雍。孫王希（字公晉，號知我，？-1645），其次女嫁宋德宜。玄孫王世琛。